# Postmodern Jukebox
Scott Bradlee’s Postmodern Jukebox — американский джазовый проект, созданный американским пианистом и аранжировщиком Скоттом Брэдли в 2011 году. Postmodern Jukebox известны за счет исполнения популярных старых и современных композиций в жанрах начала XX века, таких как джаз или свинг.
Группа делала каверы на песни таких исполнителей, как Lady Gaga, Кэти Перри, The White Stripes, Radiohead, Селин Дион, Queen, Maroon 5 и другие. Коллектив много гастролирует и активно использует для своего продвижения вирусное видео.
В записях и концертах коллектива участвуют десятки приглашенных исполнителей, как известных (включая участников талант-шоу Хейли Рейнхарт и Блейка Льюиса), так и малоизвестных публике.

## История

### Истоки
Идея PMJ появилась, когда Скотт Брэдли стал записывать музыкальные видео в своей гостиной в Нью-Йорке со своими близкими друзьями из колледжа.
Скотту потребовались годы перед тем, как он выпустил свое первое видео в мае 2009 года, ставшее популярным: «a medley of ‘80s songs done ragtime style». Спустя несколько часов после выпуска видео известный английский писатель Нил Гейман написал об этом в своем твиттере, что положило начало популярности Скотта. Сам Брэдли позже говорил о выкладывании видео на Youtube: «Я записал видео, разместил его там, и вскоре его посмотрело больше человек, чем слышали мою игру за всю прошедшую жизнь».
В 2011 году появляется ещё один проект Брэдли, предшественник Postmodern Jukebox — Motown Tribute to Nickelback. В этом видео появляются уже многие исполнители, которые потом примут участие в PMJ, такие как басист Адам Кубота, барабанщик Аллан Меднард, саксофонист и продюсер Steve Ujfalussy и человек с бубном, Тим Кубарт.

### 2012 — настоящее время
Первым видео Postmodern Jukebox стал кавер на песню Macklemore & Ryan Lewis «Thrift Shop», записанное с Робин Адель Андерсон. За первую неделю видео собрало 1 миллион просмотров, за первый год 4 миллиона. Трек был включен в первый EP-альбом проекта Introducing Postmodern Jukebox (2013), который занял восьмую позицию в чарте Джазовых Альбомов журнала Billboard magazine. Успех укрепился следующим кавером на песню Майли Сайрус «We Can’t Stop» в 2013, который привел группу на программу Good Morning America в сентябре.
С 2013 года к Postmodern Jukebox присоединлись многие исполнители, среди которых были известные до вступления в проект, например, участники шоу American Idol Хейли Рейнхарт и Блейк Льюис. В 2015 году Хейли Рейнхарт исполнила дебютный кавер в составе PMJ на песню «Creep», который имел огромный успех.
В разное время к проекту также присоединились Морган Джеймс, Вон Смит, Сара Нимиц, Кристина Гатти, Кейси Абрамс и другие.

## Концерты

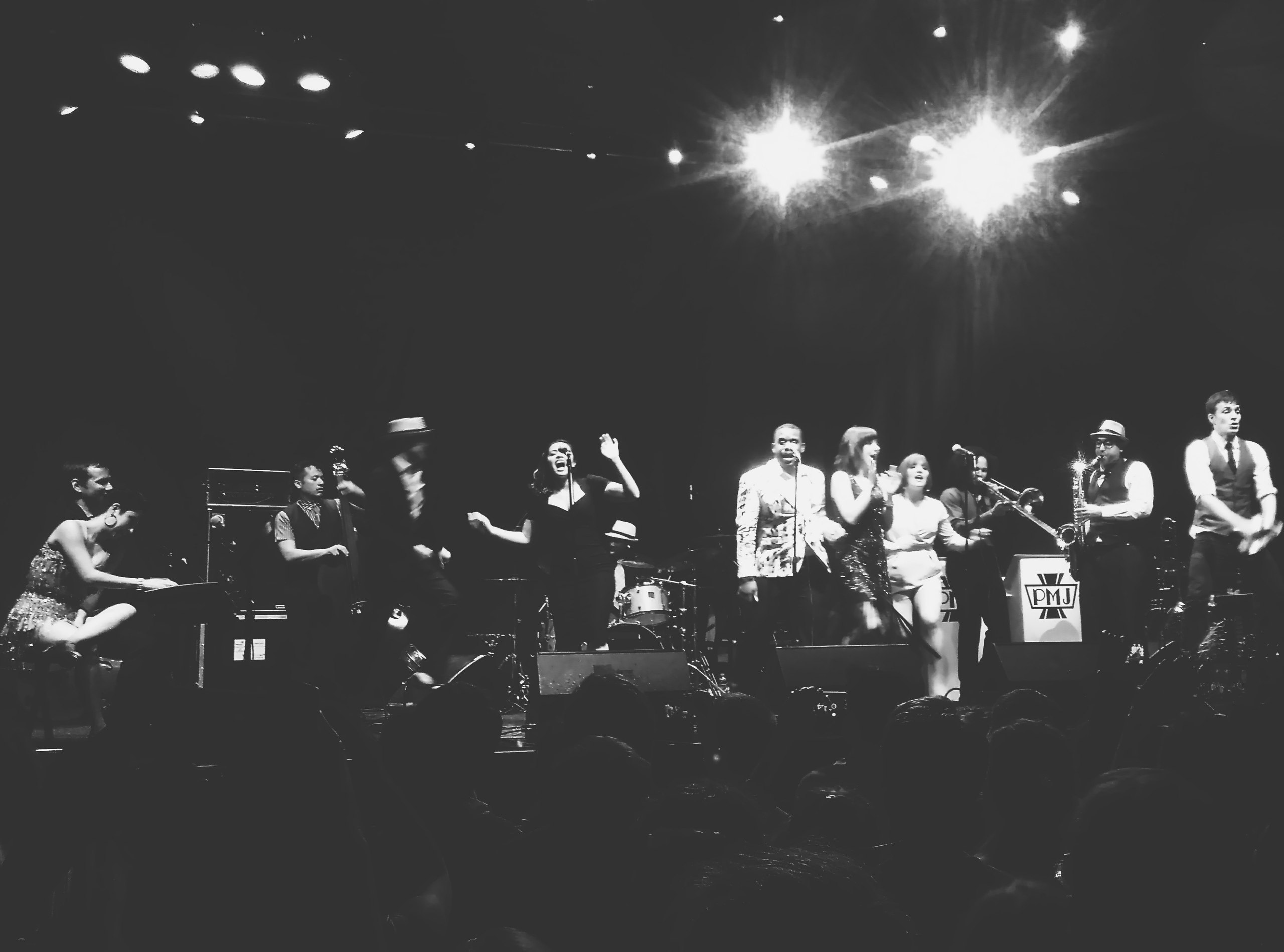
Концерт Postmodern Jukebox в Москве

Коллектив много гастролирует по всему миру. Первый раз в Россию Postmodern Jukebox приехали с концертом 14 мая 2016 года, также в 2017 году они давали два концерта: в Санкт-Петербурге 28 февраля и в Москве 1 марта.

## Состав

### Основатель
- Скотт Брэдли — фортепиано, аккомпанемент.

### Приглашенные музыканты
В проекте участвовали следующие приглашенные музыканты (неполный список):
- Адам Кубота — бас, виолончель[2].
- Аллан Меднард — барабаны[2].
- Дэйв Коз — саксофон.
- Тим Кубарт — бубен.

### Приглашенные исполнители
Среди приглашенных исполнителей много участников музыкального телешоу American Idol таких, как Блейк Льюис, Хейли Рейнхарт, Кейси Абрамс, Jax и другие.
В некоторых видео и выступлениях Postmodern Jukebox используют степ-дэнс, приглашая артистов-профессионалов.
Неполный список участников проекта:
- Блейк Льюис — вокал.
- Морган Джеймс — вокал.
- Робин Адель Андерсон — вокал
- Хейли Рейнхарт — вокал.
- Кейт Дэвис — вокал.
- Кейси Абрамс — вокал.
- Сара Нимиц — вокал.
- Эбри Логан — вокал, тромбон
- Вон Смит — вокал.
- Кристина Гатти — вокал.
- Сара Райх — степ-дэнс.
- Jax — вокал.